# Copa do Paraguai de Futebol de 2022
A Copa do Paraguai de 2022, oficialmente conhecida como Copa Paraguay 2022, será a quarta edição da Copa do Paraguai, a copa doméstica do futebol paraguaio organizada pela Associação Paraguaia de Futebol (APF). A competição terá participação de clubes da primeira (División de Honor), segunda (División Intermedia), terceira (Primera División B) e quarta (Primera División C) divisão do futebol do Paraguai, além de clubes oriundos da Unión del Fútbol del Interior (UFI). Todos os jogos acontecem no sistema mata-mata em jogos só de ida e o campeão garantirá uma vaga direta na Copa Sul-Americana de 2023.

## Regulamento
A competição terá um regulamento simples: todas as fases ocorreram no sistema "mata-mata"; os times se enfrentarão em jogos únicos, quem ganhar avançará de fase, e no caso de empate, a decisão da vaga irá para os pênaltis. O campeão terá uma vaga garantida na Copa Sul-Americana de 2023, caso o campeão já tenha vaga na Taça Libertadores da 2023 a vaga é dada ao vice-campeão e assim em diante.

## Participantes
74 clubes participarão desta edição da Copa do Paraguai (Copa Paraguay): 12 clubes da "Primera División", 16 da "División Intermedia", 17 da "Primera B", 12 da "Primera C", respectivamente, primeira, segunda, terceira e quarta divisão do Campeonato Paraguaio de Futebol, e 17 clubes oriundos de cada departamento do Paraguai como representantes da Unión del Fútbol del Interior (UFI).

### Primera División
Classificados automaticamente para os Dezesseis Avos de Final
| - 12 de Octubre (Itauguá) |
| - Cerro Porteño           |
| - General Caballero (JLM) |
| - Guaireña FC             |
| - Guaraní                 |
| - Libertad                |
| - Nacional                |
| - Olimpia                 |
| - Resistencia             |
| - Sol de América          |
| - Sportivo Ameliano       |
| - Tacuary                 |

### División Intermedia
Classificados automaticamente para a 2ª Fase
| - Atlético 3 de Febrero |
| - Atlético Colegiales   |
| - Atyrá FC              |
| - Deportivo Santaní     |
| - Fernando de la Mora   |
| - Guaraní (Trindad)     |
| - Independiente (CG)    |
| - Martín Ledesma        |
| - Pastoreo              |
| - River Plate           |
| - Rubio Ñu              |
| - San Lorenzo           |
| - Sportivo 2 de Mayo    |
| - Sportivo Iteño        |
| - Sportivo Luqueño      |
| - Sportivo Trinidense   |

### Primera División B
Classificados automaticamente para a 1ª Fase.
| - 24 de Setiembre (VP)  |
| - 29 de Setiembre       |
| - 3 de Febrero FBC (RB) |
| - 3 de Noviembre        |
| - Atlántida             |
| - Tembetary             |
| - Cristóbal Colón (Ñ)   |
| - Cristóbal Colón (JAS) |
| - Deportivo Capiatá     |
| - Deportivo Recoleta    |
| - Fulgencio Yegros      |
| - General Cballero (ZC) |
| - General Díaz          |
| - Olimpia de Itá        |
| - Presidente Hayes      |
| - Silvio Pettirossi     |
| - Sportivo Limpeño      |

### Primera División C
Classificados automaticamente para a 1ª Fase
| - 1 de Marzo (FDO)       |
| - 12 de Octubre (SD)     |
| - Atlético Juventud      |
| - Benjamín Aceval        |
| - Deportivo Humaitá      |
| - Deportivo Pinozá       |
| - General Caballero (CG) |
| - Oriental               |
| - Pilcomayo              |
| - Sport Colombia         |
| - Sport Colonial         |
| - Valois Rivarola        |

### Unión del Fútbol del Interior (UFI)
| - 1º de Marzo (Pilar) – Representante da liga departamental de Ñeembucú          |
| - Porvenir – Representante da liga departamental de Cordillera                   |
| - Guarani Unido – Representante da liga departamental de San Pedro               |
| - Deportivo Juventud – Representante da liga departamental de Itapúa             |
| - 15 de Agosto FBC – Representante da liga departamental de Misiones             |
| - 1° de Mayo – Representante da liga departamental de Boquerón                   |
| - Coronel Martínez – Representante da liga departamental de Caazapá              |
| - Sol de Mayo – Representante da liga departamental de Paraguarí                 |
| - Obreros Unidos – Representante da liga departamental de Alto Paraná            |
| - 15 de Agosto – Representante da liga departamental de Presidente Hayes         |
| - Capt. Samudio – Representante da liga departamental de Guairá                  |
| - Deportivo Obrero – Representante da liga departamental de Amambay              |
| - Sport Primavera – Representante da liga departamental de Canindeyú             |
| - Nacional (YY) – Representante da liga departamental de Concepción              |
| - 8 de Setiembre – Representante da liga departamental de Central                |
| - Deportivo Alto Paraguay – Representante da liga departamental de Alto Paraguay |
| - Atlético Florestal – Representante da liga departamental de Caaguazú           |

## Fase 1

### Primera B

#### Triangular (Zona 1)
| Pos. | Equipe           | Pts | J | V | E | D | GP | GC | SG |
| ---- | ---------------- | --- | - | - | - | - | -- | -- | -- |
| 1    | Olimpia de Itá   | 4   | 2 | 1 | 1 | 0 | 5  | 3  | +2 |
| 2    | Fulgencio Yegros | 2   | 2 | 0 | 2 | 0 | 3  | 3  | 0  |
| 3    | Sportivo Limpeño | 0   | 2 | 0 | 0 | 2 | 0  | 2  | -2 |

|                  | FUL | OLI | SLI |
| ---------------- | --- | --- | --- |
| Fulgencio Yegros |     |     | 0–0 |
| Olimpia de Itá   | 3–3 |     |     |
| Sportivo Limpeño |     | 0–2 |     |

| Classificado para a Fase 2 |

#### Zonas 2-8
| Equipe 1              | Total       | Equipe 2              |
| --------------------- | ----------- | --------------------- |
| 24 de Septiembre (VP) | 1-0         | General Díaz          |
| Presidente Hayes      | 1-1 (5-6 p) | Tembetary             |
| Silvio Pettirossi     | 2-2 (2-3 p) | Cristóbal Colón (JAS) |
| Deportivo Recoleta    | 1-1 (7-6 p) | Cristóbal Colón (Ñ)   |
| 3 de Noviembre        | 0-3         | Deportivo Capiatá     |
| Atlético 3 de Febrero | 3-3 (1-3 p) | General Cballero (ZC) |
| Atlántida             | 2-2 (2-3 p) | 29 de Septiembre      |

### Primera C
| Equipe 1               | Total       | Equipe 2           |
| ---------------------- | ----------- | ------------------ |
| Atlético Juventud      | 1-2         | Valois Rivarola    |
| General Caballero (CG) | 2-0         | 12 de Octubre (SD) |
| 1 de Marzo             | 3-2         | Deportivo Humaitá  |
| Benjamín Aceval        | 2-1         | Deportivo Pinozá   |
| Sport Colonial         | 1-1 (4-2 p) | Oriental           |
| Sport Colombia         | 5-1         | Pilcomayo          |

### UFI

#### Zonas 1, 3-8
| Equipe 1         | Total       | Equipe 2            |
| ---------------- | ----------- | ------------------- |
| Porvenir         | 0-3         | 8 de Setiembre      |
| 15 de Agosto     | 3-3 (5-4 p) | 1° de Mayo          |
| Obreros Unidos   | 2-1         | Atlético Florestal  |
| Capt. Samudio    | 0-6         | Sol de Mayo         |
| 15 de Agosto FBC | 2-1         | 1º de Marzo (Pilar) |
| Guarani Unido    | 0-4         | Sport Primaver      |
| Coronel Martínez | 0-2         | Deportivo Juventud  |

#### Triangular (Zona 2)
| Pos. | Equipe                  | Pts | J | V | E | D | GP | GC | SG |
| ---- | ----------------------- | --- | - | - | - | - | -- | -- | -- |
| 1    | Nacional (YY)           | 6   | 2 | 2 | 0 | 0 | 7  | 1  | +6 |
| 2    | Deportivo Obrero        | 3   | 2 | 1 | 0 | 1 | 1  | 1  | 0  |
| 3    | Deportivo Alto Paraguay | 0   | 2 | 0 | 0 | 2 | 1  | 7  | -6 |

|                         | DAP | DOB | NAC |
| ----------------------- | --- | --- | --- |
| Deportivo Alto Paraguay |     | 0–1 |     |
| Deportivo Obrero        |     |     | 0–1 |
| Nacional (YY)           | 6–1 |     |     |

| Classificado para a Fase 2 |

## Fase 2
O sorteio da Fase 2 foi feito em 20 de junho de 2022. As partidas deste round foram jogadas de 28 de junho a 21 de julho de 2022.
| Equipe 1               | Total       | Equipe 2              |
| ---------------------- | ----------- | --------------------- |
| Sport Primavera        | 1-1 (4-3 p) | Nacional (YY)         |
| Fulgencio Yegros       | 2-0         | Deportivo Santaní     |
| Obreros Unidos         | 0-1         | Sportivo 2 de Mayo    |
| Sport Colonial         | 3-2         | Pastoreo              |
| Deportivo Recoleta     | 1-2         | Cristóbal Colón (JAS) |
| Deportivo Capiatá      | 1-0         | Martín Ledesma        |
| Benjamín Aceval        | 2-0         | Atyrá FC              |
| 15 de Agosto           | 0-4         | Sportivo Trinidense   |
| 8 de Setiembre         | 1-4         | General Cballero (ZC) |
| 24 de Setiembre (VP)   | 2-2 (4-5 p) | Atlético Colegiales   |
| 15 de Agosto FBC       | 0-6         | River Plate           |
| Sol de Mayo            | 0-1         | Sportivo Iteño        |
| 29 de Setiembre        | 1-3         | Deportivo Obrero      |
| Sport Colombia         | 3-2         | Independiente (CG)    |
| General Caballero (CG) | 0-0 (3-4 p) | Sportivo Luqueño      |
| 1 de Marzo             | 0-5         | Fernando de la Mora   |
| Olimpia de Itá         | 1-2         | San Lorenzo           |
| Deportivo Juventud     | 1-1 (5-3 p) | Atlético 3 de Febrero |
| Valois Rivarola        | 1-3         | Rubio Ñu              |
| Tembetary              | 1-1 (4-3 p) | Guaraní (Trindad)     |

## Fase 3
O sorteio da Fase 3 e das fases subsequentes foi feito em 15 de julho de 2022. As partidas deste round foram jogadas de 26 de julho a 11 de agosto de 2022.
| Equipe 1              | Total       | Equipe 2                |
| --------------------- | ----------- | ----------------------- |
| Sport Primavera       | 1-6         | Benjamín Aceval         |
| Sportivo 2 de Mayo    | 3-4         | Sportivo Iteño          |
| San Lorenzo           | 1-2         | Libertad                |
| General Cballero (ZC) | 1-0         | Sportivo Luqueño        |
| Deportivo Obrero      | 0-5         | Sportivo Ameliano       |
| Sportivo Trinidense   | 2-3         | Guaireña FC             |
| Sport Colombia        | 1-3         | Nacional                |
| Rubio Ñu              | 1-0         | Cerro Porteño           |
| Fernando de la Mora   | 1-1 (4-5 p) | Sol de América          |
| Sport Colonial        | 0-9         | Olimpia                 |
| Tembetary             | 2-0         | Deportivo Capiatá       |
| River Plate           | 1-4         | 12 de Octubre (Itauguá) |
| Atlético Colegiales   | 1-2         | Resistencia             |
| Cristóbal Colón (JAS) | 0-1         | Guaraní                 |
| Deportivo Juventud    | 1-1 (4-5 p) | Tacuary FBC             |
| Fulgencio Yegros      | 0-3         | General Caballero (JLM) |

## Fase Final
|  | Oitavas de final        | Oitavas de final  |                   |       | Quartas de final | Quartas de final |                |                | Semifinais | Semifinais |  |  | Final | Final |
|  |                         |                   |                   |       |                  |                  |                |                |            |            |  |  |       |       |
|  | 7 de setembro           |                   |                   |       |                  |                  |                |                |            |            |  |  |       |       |
|  |                         |                   |                   |       |                  |                  |                |                |            |            |  |  |       |       |
|  | Olimpia                 | 0                 |                   |       |                  |                  |                |                |            |            |  |  |       |       |
|  | Olimpia                 | 0                 | 28 de setembro    |       |                  |                  |                |                |            |            |  |  |       |       |
|  | Libertad                | 4                 |                   |       |                  |                  |                |                |            |            |  |  |       |       |
|  | Libertad                | 4                 | Libertad          | 0 (4) |                  |                  |                |                |            |            |  |  |       |       |
|  | 7 de setembro           |                   | Libertad          | 0 (4) |                  |                  |                |                |            |            |  |  |       |       |
|  |                         | Guaraní (pen)     | 0 (5)             |       |                  |                  |                |                |            |            |  |  |       |       |
|  | General Caballero(JM)   | Guaraní (pen)     | 0 (5)             | 1     |                  |                  |                |                |            |            |  |  |       |       |
|  | General Caballero(JM)   |                   | 19 de outubro     | 1     |                  |                  |                |                |            |            |  |  |       |       |
|  | Guaraní                 | 3                 |                   |       |                  |                  |                |                |            |            |  |  |       |       |
|  | Guaraní                 | 3                 | Guaraní           | 2     |                  |                  |                |                |            |            |  |  |       |       |
|  | 7 de setembro           |                   | Guaraní           | 2     |                  |                  |                |                |            |            |  |  |       |       |
|  |                         | Nacional          | 3                 |       |                  |                  |                |                |            |            |  |  |       |       |
|  | Sol de América          | Nacional          | 3                 | 0     |                  |                  |                |                |            |            |  |  |       |       |
|  | Sol de América          | 28 de setembro    |                   | 0     |                  |                  |                |                |            |            |  |  |       |       |
|  | Nacional                | 3                 |                   |       |                  |                  |                |                |            |            |  |  |       |       |
|  | Nacional                | 3                 | Nacional          | 2     |                  |                  |                |                |            |            |  |  |       |       |
|  | 6 de setembro           |                   | Nacional          | 2     |                  |                  |                |                |            |            |  |  |       |       |
|  |                         | Tacuary           | 0                 |       |                  |                  |                |                |            |            |  |  |       |       |
|  | Sportivo Iteño          | Tacuary           | 0                 | 2     |                  |                  |                |                |            |            |  |  |       |       |
|  | Sportivo Iteño          |                   | 4 de novembro     | 2     |                  |                  |                |                |            |            |  |  |       |       |
|  | Tacuary                 | 4                 |                   |       |                  |                  |                |                |            |            |  |  |       |       |
|  | Tacuary                 | 4                 | Nacional          | 1 (3) |                  |                  |                |                |            |            |  |  |       |       |
|  | 8 de setembro           |                   | Nacional          | 1 (3) |                  |                  |                |                |            |            |  |  |       |       |
|  |                         | Sportivo Ameliano | 1 (4)             |       |                  |                  |                |                |            |            |  |  |       |       |
|  | Rubio Ñu                | Sportivo Ameliano | 1 (4)             | 1 (4) |                  |                  |                |                |            |            |  |  |       |       |
|  | Rubio Ñu                | 27 de setembro    |                   | 1 (4) |                  |                  |                |                |            |            |  |  |       |       |
|  | 12 de Octubre (I) (pen) | 1 (5)             |                   |       |                  |                  |                |                |            |            |  |  |       |       |
|  | 12 de Octubre (I) (pen) | 1 (5)             | 12 de Octubre (I) | 1     |                  |                  |                |                |            |            |  |  |       |       |
|  | 6 de setembro           |                   | 12 de Octubre (I) | 1     |                  |                  |                |                |            |            |  |  |       |       |
|  |                         | Tembetary         | 2                 |       |                  |                  |                |                |            |            |  |  |       |       |
|  | Resistencia             | Tembetary         | 2                 | 0     |                  |                  |                |                |            |            |  |  |       |       |
|  | Resistencia             |                   | 19 de outubro     | 0     |                  |                  |                |                |            |            |  |  |       |       |
|  | Tembetary               | 1                 |                   |       |                  |                  |                |                |            |            |  |  |       |       |
|  | Tembetary               | 1                 | Tembetary         | 1     |                  |                  |                |                |            |            |  |  |       |       |
|  | 6 de setembro           |                   | Tembetary         | 1     |                  |                  |                |                |            |            |  |  |       |       |
|  |                         | Sportivo Ameliano | 2                 |       | Terceiro lugar   | Terceiro lugar   |                |                |            |            |  |  |       |       |
|  | Guaireña                | Sportivo Ameliano | 2                 | 5     | Terceiro lugar   | Terceiro lugar   |                |                |            |            |  |  |       |       |
|  | Guaireña                | 27 de setembro    | 27 de setembro    | 5     |                  |                  | 10 de novembro | 10 de novembro |            |            |  |  |       |       |
|  | General Caballero (ZC)  | 27 de setembro    | 27 de setembro    | 0     |                  |                  | 10 de novembro | 10 de novembro |            |            |  |  |       |       |
|  | General Caballero (ZC)  | Guaireña          | 0                 | 0     | Guaraní          | 3                |                |                |            |            |  |  |       |       |
|  | 8 de setembro           | Guaireña          | 0                 |       | Guaraní          | 3                |                |                |            |            |  |  |       |       |
|  |                         | Sportivo Ameliano | 2                 |       | Tembetary        | 2                |                |                |            |            |  |  |       |       |
|  | Benjamín Aceval         | Sportivo Ameliano | 2                 | 1 (4) | Tembetary        | 2                |                |                |            |            |  |  |       |       |
|  | Benjamín Aceval         |                   |                   | 1 (4) |                  |                  |                |                |            |            |  |  |       |       |
|  | Sport. Ameliano (pen)   | 1 (5)             |                   |       |                  |                  |                |                |            |            |  |  |       |       |
|  | Sport. Ameliano (pen)   | 1 (5)             |                   |       |                  |                  |                |                |            |            |  |  |       |       |

### Oitavas de Final
| Equipe 1                | Total       | Equipe 2                |
| ----------------------- | ----------- | ----------------------- |
| Olimpia                 | 0-4         | Libertad                |
| General Caballero (JLM) | 1-3         | Guaraní                 |
| Sol de América          | 0-3         | Nacional                |
| Sportivo Iteño          | 2-4         | Tacuary                 |
| Rubio Ñu                | 1-1 (4-5 p) | 12 de Octubre (Itauguá) |
| Resistencia             | 0-1         | Tembetary               |
| Guaireña FC             | 5-0         | General Cballero (ZC)   |
| Benjamín Aceval         | 1-1 (4-5 p) | Sportivo Ameliano       |

### Quartas de Final
| Equipe 1                | Total       | Equipe 2          |
| ----------------------- | ----------- | ----------------- |
| Libertad                | 0-0 (4-5 p) | Guaraní           |
| Nacional                | 2-0         | Tacuary           |
| 12 de Octubre (Itauguá) | 1-2         | Tembetary         |
| Guaireña FC             | 0-2         | Sportivo Ameliano |

### Semifinais
| Equipe 1  | Total | Equipe 2          |
| --------- | ----- | ----------------- |
| Guaraní   | 2-3   | Nacional          |
| Tembetary | 1-2   | Sportivo Ameliano |

### Terceiro lugar
| Equipe 1 | Total | Equipe 2  |
| -------- | ----- | --------- |
| Guaraní  | 3-2   | Tembetary |

### Final
| 4 de novembro de 2022 | Nacional   | 1 – 1  | Sportivo Ameliano | Estádio Villa Alegre, Encarnación                |
| 20:00                 | Bruera 55' | Súmula | 34' Sarquis       | Público: 16 000 Árbitro: PAR Mario Díaz de Vivar |

|                                        |       | Penalidades                           |  |
| D. Santacruz Arrúa Bruera Rojas Franco | 3 – 4 | Gaitán Arce Zaracho Zeballos Sanguina |  |

## Premiação
| Copa do Paraguai de 2022              |
| ------------------------------------- |
| Sportivo Ameliano Campeão (1º título) |